# Distretto di Gbor
Il distretto di Gbor è un distretto della Liberia facente parte della contea di Nimba.